# Islas Becasses
Las islas Becasses son un grupo de dos islas deshabitadas y algunos islotes del canal Beagle pertenecientes al Departamento Ushuaia de la Provincia de Tierra del Fuego, Antártida e Islas del Atlántico Sur en la Argentina. Su altura máxima es de 23 m s. n. m. en la isla Septentrional y de 13 m s. n. m. en la isla Oriental. Se ubican en el centro del canal entre la punta noroeste de la isla Picton y la isla Grande de Tierra del Fuego.
La isla Septentrional tiene forma aproximada de 8, con 750 m de norte a sur y entre 15 y 300 m de este a oeste. La isla Oriental tiene forma ovoidea, con un diámetro entre 30 y 400 m. Al sur de ambas islas, formando con ellas un triángulo equilátero de alrededor de 1,25 km por lado, se encuentra el islote Meridional. Otro islote se halla en las cercanías de la isla Oriental. En lo alto de la isla Septentrional se halla una baliza para ayuda a la navegación. En esa isla también se encuentra el puesto de vigilancia y control de tráfico marítimo Becasses de la Armada Argentina.

## Fauna
La isla Oriental es lugar de cría del lobo marino de un pelo (Otaria flavescens), permaneciendo allí desde noviembre a mayo. Las Becasses son también lugar de cría de la gaviota austral (Larus scoresbii ) y del cormorán imperial (Phalacrocorax atriceps).
El área desde las Becasses a la isla Gable alberga la única colonia de pingüino patagónico (Spheniscus magellanicus) del canal Beagle y la única colonia de pingüino de vincha (Pygoscelis papua) de América del Sur.

## Historia
Las islas se hallan en el área que era recorrida y habitada por los canoeros yámanas, sus primitivos habitantes. Para el mundo occidental fueron descubiertas por la expedición británica del HMS Beagle en 1830 al mando de Robert Fitz Roy, apareciendo cartografiadas en un mapa británico de 1841 con el nombre de islas Woodcock, en alusión a un ave de ese nombre (Scolopax rusticola). En septiembre de 1892 la expedición francesa del barco Romanche, al mando de Le Martial, las renombró como Becasses, palabra francesa para denominar a la misma ave que en idioma español se conoce como chocha perdiz o becada.

## Disputa por la soberanía

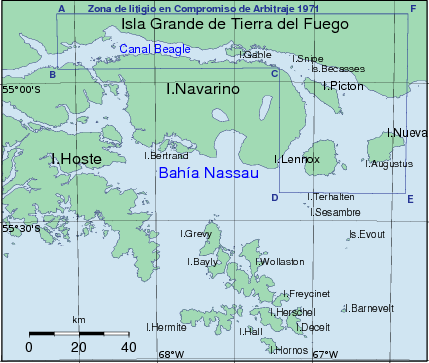
Mapa del área sometida al Laudo Arbitral de 1977 en donde se ven las islas Becasses.

Las islas Becasses se vieron envueltas en la disputa limítrofe entre la Argentina y Chile, conocida como Conflicto del Beagle. Luego de la firma del Tratado de 1881 entre Argentina y Chile, este último país entendía que todas las islas ubicadas dentro del canal Beagle le pertenecían, mientras que la Argentina sostenía que el canal Beagle viraba al sur siguiendo el contorno de la isla Navarino al occidente de las islas Becasses, denominando canal Moat al brazo de mar en donde se hallan estas islas.
Un intento de compromiso de arbitraje entre los dos países en 1960, que no se llevó a cabo, adjudicaba las islas a la Argentina. En 1971 se firmó otro compromiso de arbitraje que derivó en el Laudo Arbitral de 1977, el cual adjudicó las islas Becasses a la Argentina y delimitó sus aguas adyacentes, pero fue declarado nulo por este país, aunque aceptado por Chile. Finalmente, el Tratado de Paz y Amistad de 1984 reconoció definitivamente la soberanía argentina sobre las Becasses. 